# MANISH
MANISH（マニッシュ）は、1990年代中盤に活動していた日本の女性ポップ・ユニットである。
1992年に結成。1996年より活動休止(事実上の解散)。

## 概要
- アップテンポなポップロック調のサウンドの楽曲が多い。ZARDやB'zなど1990年代に数多くのヒット曲の編曲およびサウンドデザインを手がけた明石昌夫が長く編曲などのサウンドデザインを担当した。
- 同時期に活動していたロックユニット・KIX-Sと形式やボーカルスタイルが似ている事で混同される事が多かったが、両ユニットともビーイング(現・B ZONE)が制作していた。MANISHはギターよりもシンセに比重を置いており[独自研究?]、KIX-Sよりも軽快な音楽性である[1]。

## メンバー
| 名前                         | プロフィール                      | 担当            |
| ---------------------------- | --------------------------------- | --------------- |
| 高橋美鈴 （たかはし みすず） | 1974年2月19日（51歳） 日本 東京都 | ボーカル 作詞   |
| 西本麻里 （にしもと まり）   | 1973年2月9日（52歳） 日本 東京都  | キーボード 作曲 |

## 来歴
1991年、大手モデル事務所のスターダストプロモーション所属メンバーによって結成された空手パフォーマンスグループ・アクションズが起源。有栖川宮記念公園にて定期的にパフォーマンスを披露していた。1992年5月、アクションズの中から選抜された高橋美鈴、西本麻里、石沢晶、土屋さゆりの4人でアイドルグループ・DALI（ダリ）を結成。シングル『ムーンライト伝説』（テレビアニメ『美少女戦士セーラームーン』OP曲）でデビューするが、直後に解散。DALIの中から高橋（活動前は初代おにぎりにぎり隊として農業協同組合のキャンペーンソングを歌っていた）と西本を選抜し、MANISHを結成。
12月にシングル『恋人と呼べないDistance』でデビュー。後に『声にならないほどに愛しい』『もう誰の目も気にしない』『煌めく瞬間に捕われて』（テレビアニメ『スラムダンク』3代目ED曲）などがヒットした。
当人たちがプロモーションをしていた、1996年8月にリリースしたアルバム『Cheer!』をもって活動を停止する。これはスターダストプロモーションとの提携終了によるものである。同社に所属していたZARDはsensuiへ移籍、宇徳敬子はAdingへ移籍、BA-JI（中沢晶）は活動停止（その後、98年に移籍しBAJI-Rで復活）、柳原愛子はビーイング（現・B ZONE）を離脱、中原薫は活動停止している。
1998年10月に発行された小冊子『ZAIN REPORT』や電話サービス『ZAIN NEWS』でベスト・アルバム『MANISH BEST -Escalation-』リリースと共に活動再開がアナウンスされるも、活動停止状態が続いた。本人達及び事務所関係者が公の場で解散等の宣言はしていない。なお、2003年11月に雑誌『日経エンタテインメント!』にて「今は2人とも音楽業界から離れている」と掲載されている。

## バンド名の由来
「MANISH」というユニット名は、2人とも小さい頃から男の子っぽいと言われた事に由来する。MANISHという言葉は造語であり、「男の子っぽい、男のような」を意味する正しい英語のスペルはmannishである。
この他に、西本麻里の「MAri NISHimoto」から取ったとも言われている。

## ディスコグラフィ

### シングル
|      | 発売日         | タイトル                                       | 楽曲制作                                                                                          | カップリング曲           | 規格   | 規格品番  | 最高位 | 初収録アルバム |
| ---- | -------------- | ---------------------------------------------- | ------------------------------------------------------------------------------------------------- | ------------------------ | ------ | --------- | ------ | -------------- |
| 1st  | 1992年12月20日 | 恋人と呼べないDistance                         | 作詞：小田佳奈子&すみれ 作曲：すみれ 編曲：明石昌夫                                               | ロマン作戦Go! and Go!    | 8cm CD | ZADL-2015 | 圏外   | MANISH         |
| 2nd  | 1993年1月8日   | 声にならないほどに愛しい                       | 作詞：上杉昇 作曲：織田哲郎 編曲：明石昌夫                                                        | DREAM AGAIN              | 8cm CD | ZADL-2016 | 28位   | MANISH         |
| 3rd  | 1993年2月17日  | 素顔のままKISSしよう                           | 作詞：大黒摩季 作曲：西本麻里 編曲：明石昌夫                                                      | さよならPlastic Girl     | 8cm CD | ZADL-1003 | 34位   | MANISH         |
| 4th  | 1993年6月2日   | 君が欲しい 全部欲しい                          | 作詞：大黒摩季 作曲：織田哲郎 編曲：明石昌夫                                                      | Love Me All The Time     | 8cm CD | ZADL-1011 | 14位   | INDIVIDUAL     |
| 5th  | 1993年7月28日  | 眠らない街に流されて                           | 作詞：大黒摩季 作曲：織田哲郎 編曲：明石昌夫                                                      | Will                     | 8cm CD | ZADL-1012 | 18位   | INDIVIDUAL     |
| 6th  | 1993年11月3日  | だけど 止められない/いつでも いまでも いつかは | 作詞：高橋美鈴 (#1)／高原裕枝 (#2) 作曲：西本麻里 編曲：明石昌夫                                  |                          | 8cm CD | ZADL-1018 | 17位   | INDIVIDUAL     |
| 7th  | 1994年1月10日  | もう誰の目も気にしない                         | 作詞：小田佳奈子 作曲：西本麻里 編曲：明石昌夫                                                    | Oh! My Life              | 8cm CD | ZADL-1025 | 5位    | INDIVIDUAL     |
| 8th  | 1994年5月25日  | 明日のStory                                    | 作詞：高橋美鈴&井上留美子 作曲：西本麻里 編曲：明石昌夫                                           | ずっと見つめていたかった | 8cm CD | ZADL-1031 | 19位   | INDIVIDUAL     |
| 9th  | 1994年8月10日  | 走り出せLonely Night                           | 作詞：高橋美鈴 作曲：栗林誠一郎 編曲：明石昌夫                                                    | 涙見せたくない           | 8cm CD | ZADL-1034 | 18位   | INDIVIDUAL     |
| 10th | 1995年2月6日   | 煌めく瞬間に捕われて/眩しいくらいに…           | 作詞：高橋美鈴&川島だりあ (#1)／高橋美鈴 (#2) 作曲：川島だりあ (#1)／西本麻里 (#2) 編曲：明石昌夫 |                          | 8cm CD | ZADL-1042 | 6位    | Cheer!         |
| 11th | 1996年1月22日  | この一瞬という永遠の中で                       | 作詞：牧穂エミ 作曲：西本麻里 編曲：葉山たけし                                                    | Best Friend              | 8cm CD | ZADL-1050 | 12位   | Cheer!         |
| 12th | 1996年5月27日  | 君の空になりたい                               | 作詞：小田佳奈子 作曲：栗林誠一郎 編曲：池田大介                                                  | It's so Natural          | 8cm CD | ZADL-1058 | 23位   | Cheer!         |

### アルバム

#### オリジナル・アルバム
|     | 発売日         | タイトル   | 規格 | 規格品番  | 最高位 |
| --- | -------------- | ---------- | ---- | --------- | ------ |
| 1st | 1993年4月14日  | MANISH     | CD   | ZACL-1002 | 3位    |
| 2nd | 1994年10月24日 | INDIVIDUAL | CD   | ZACL-1005 | 5位    |
| 3rd | 1996年8月5日   | Cheer!     | CD   | ZACL-1033 | 7位    |

#### ベスト・アルバム
|     | 発売日                 | タイトル                               | 規格 | 規格品番  | 最高位 |
| --- | ---------------------- | -------------------------------------- | ---- | --------- | ------ |
| 1st | 1998年10月28日         | MANISH BEST -Escalation-               | CD   | ZACL-1049 | 7位    |
| 2nd | 2002年10月25日         | complete of MANISH at the BEING studio | CD   | JBCJ-5004 | 91位   |
| 2nd | 2012年09月26日（再発） | complete of MANISH at the BEING studio | CD   | JBCJ-5104 | 91位   |
| 3rd | 2007年12月12日         | BEST OF BEST 1000 MANISH               | CD   | JBCS-1003 | 190位  |

### 映像作品
| 発売日       | タイトル                                   | レーベル       | 規格 | 規格品番    | 最高位 |
| ------------ | ------------------------------------------ | -------------- | ---- | ----------- | ------ |
| 2012年8月8日 | LEGEND of 90's J-ROCK「LIVE BEST & CLIPS」 | B-Gram RECORDS | 2DVD | JBBS-5005/6 | 14位   |

### 参加作品
※◆は「MANISH」名義のCDには未収録の楽曲。
| 発売日         | タイトル                                                                                      | MANISHの楽曲                                               |
| -------------- | --------------------------------------------------------------------------------------------- | ---------------------------------------------------------- |
| 1995年7月24日  | Various Artists『SLAM DUNK オリジナルサウンドトラック3 ['95SUMMER]』                          | 煌めく瞬間に捕われて -CINE VERSION- ◆                      |
| 1996年3月20日  | Various Artists『スラムダンク テーマソング集』                                                | 煌めく瞬間に捕われて                                       |
| 2003年7月21日  | Various Artists『THE BEST OF TV ANIMATION SLAM DUNK 〜Single Collection〜』                   | 煌めく瞬間に捕われて 煌めく瞬間に捕われて -CINE VERSION- ◆ |
| 2004年10月27日 | Various Artists『It's TV SHOW!! 〜TBSテレビ&フジテレビ 主題歌&テーマ曲BEST〜』                | 君が欲しい 全部欲しい                                      |
| 2005年11月     | Various Artists『COUNTDOWN BEING』                                                            | 声にならないほどに愛しい                                   |
| 2006年3月1日   | Various Artists『FUN 〜Greatest Hits of 90's〜』                                              | 煌めく瞬間に捕われて                                       |
| 2009年12月-    | Various Artists『BEST HIT BEING』                                                             | 煌めく瞬間に捕われて                                       |
| 2012年10月17日 | Various Artists『MILLION 〜BEST OF 90's J-POP〜 RED』                                         | 煌めく瞬間に捕われて                                       |
| 2013年6月26日  | Various Artists『読売ジャイアンツ 選手テーマ曲 2013』                                         | 煌めく瞬間に捕われて ※杉内俊哉選手 テーマ曲                |
| 2014年12月17日 | Various Artists『THE BEST OF TV ANIMATION SLAM DUNK 〜Single Collection〜 HIGH SPEC EDITION』 | 煌めく瞬間に捕われて 煌めく瞬間に捕われて -CINE VERSION- ◆ |
| 2020年4月8日   | Various Artists『キミが好きだと叫びたい 〜Love & Yell〜 mixed by DJ和』                       | 煌めく瞬間に捕われて                                       |

### 未収録曲
下記三曲は全てJASRACに登録済みで、作曲は全て西本麻里。『complete of MANISH at the BEING studio』付属のライナーノーツにあるレコーディング資料の写真でのみ確認できるCheer!製作時の没トラック。
- 気ままにDEAR MY FRIENDS（作詞：高橋美鈴）[3]
- サヨナラはまだ言わない（作詞：向井玲子）[4]
- 星になれる夜（作詞：高原裕枝）[5]
- 君が遠くなる（作詞：小田佳奈子 作曲：西本麻里 編曲：古井弘人）

## タイアップ一覧
| 使用年 | 曲名                                | タイアップ                                                                                       |
| ------ | ----------------------------------- | ------------------------------------------------------------------------------------------------ |
| 1992年 | 恋人と呼べないDistance              | テレビ朝日系『ついておいでよ男たち』エンディングテーマ                                           |
| 1993年 | 声にならないほどに愛しい            | テレビ朝日系『'93 パリ・ダカールラリー』テーマソング                                             |
| 1993年 | 素顔のままKISSしよう                | テレビ朝日系『OH!エルくらぶ』オープニングテーマ                                                  |
| 1993年 | 君が欲しい 全部欲しい               | TBS系『COUNT DOWN TV』初代オープニングテーマ                                                     |
| 1993年 | 眠らない街に流されて                | テレビ朝日系『ネオドラマ』主題歌（1993年6月〜9月）                                               |
| 1993年 | だけど 止められない                 | テレビ朝日系『第25回西日本大学対抗駅伝』エンディングテーマ                                       |
| 1993年 | いつでも いまでも いつかは          | テレビ朝日系『福ぶくろ』エンディングテーマ                                                       |
| 1994年 | もう誰の目も気にしない              | 明治製菓「アメリカンチップス」CMソング                                                           |
| 1994年 | 明日のStory                         | テレビ朝日系『Jリーグ A GOGO!!』エンディングテーマ                                               |
| 1994年 | 走り出せLonely Night                | テレビ朝日系『ビートたけしのTVタックル』エンディングテーマ                                       |
| 1995年 | 煌めく瞬間に捕われて                | テレビ朝日系『SLAM DUNK』第3期エンディングテーマ                                                 |
| 1995年 | 煌めく瞬間に捕われて                | 東映配給アニメ映画『スラムダンク 吠えろバスケットマン魂!! 花道と流川の熱き夏』エンディングテーマ |
| 1995年 | 眩しいくらいに…                     | 三貴「ファニィ」CMソング                                                                         |
| 1995年 | 煌めく瞬間に捕われて -CINE VERSION- | 東映配給アニメ映画『スラムダンク 吠えろバスケットマン魂!! 花道と流川の熱き夏』挿入歌             |
| 1996年 | この一瞬という永遠の中で            | テレビ朝日系『NBA FAST BREAK』オープニングテーマ                                                 |
| 1996年 | 君の空になりたい                    | テレビ朝日系『トゥナイト2』エンディングテーマ                                                    |
| 1996年 | It's so Natural                     | テレビ朝日系『'96ル･マン24時間レース』テーマソング                                               |